# Carallia brachiata

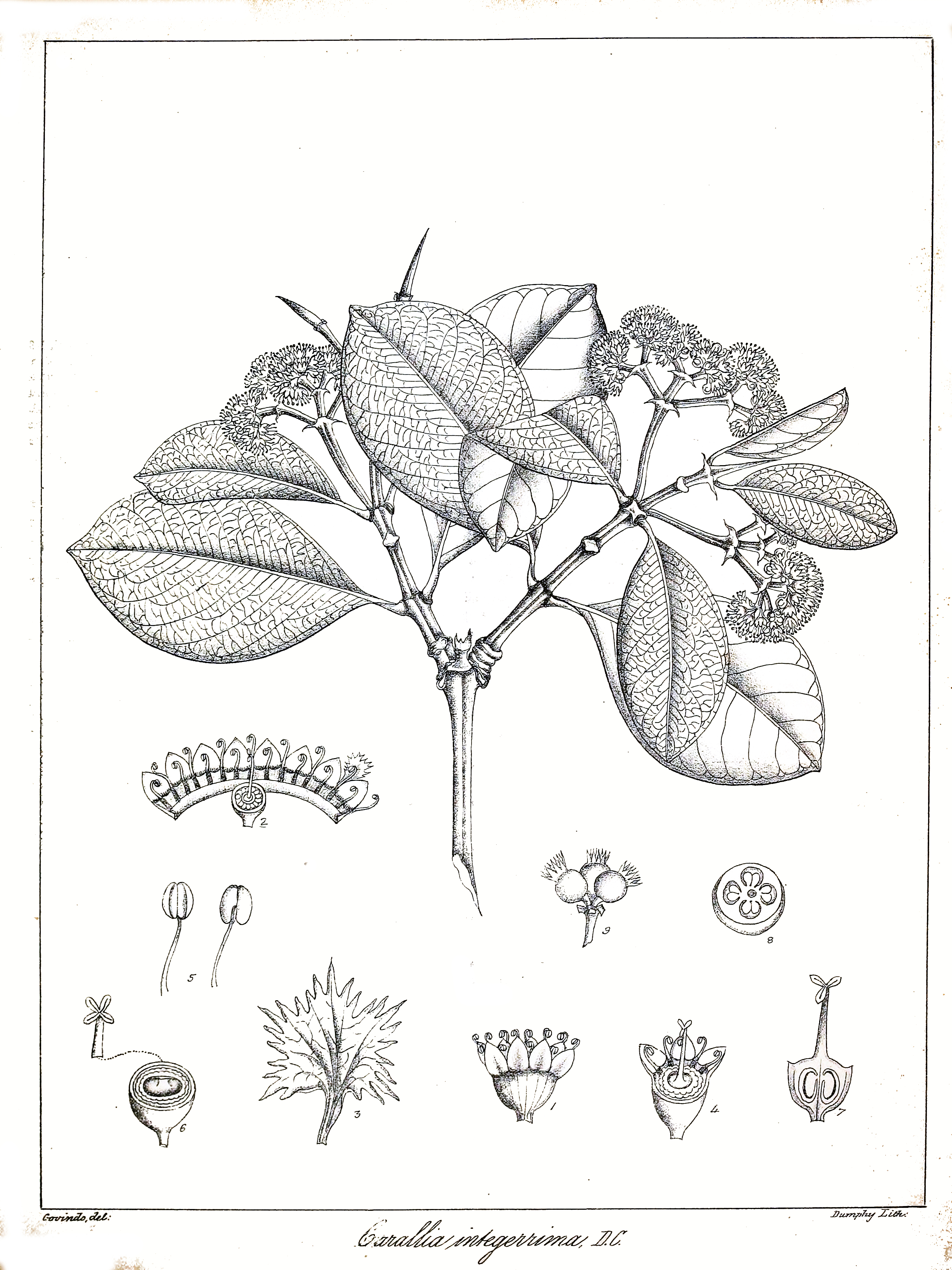
Illustration

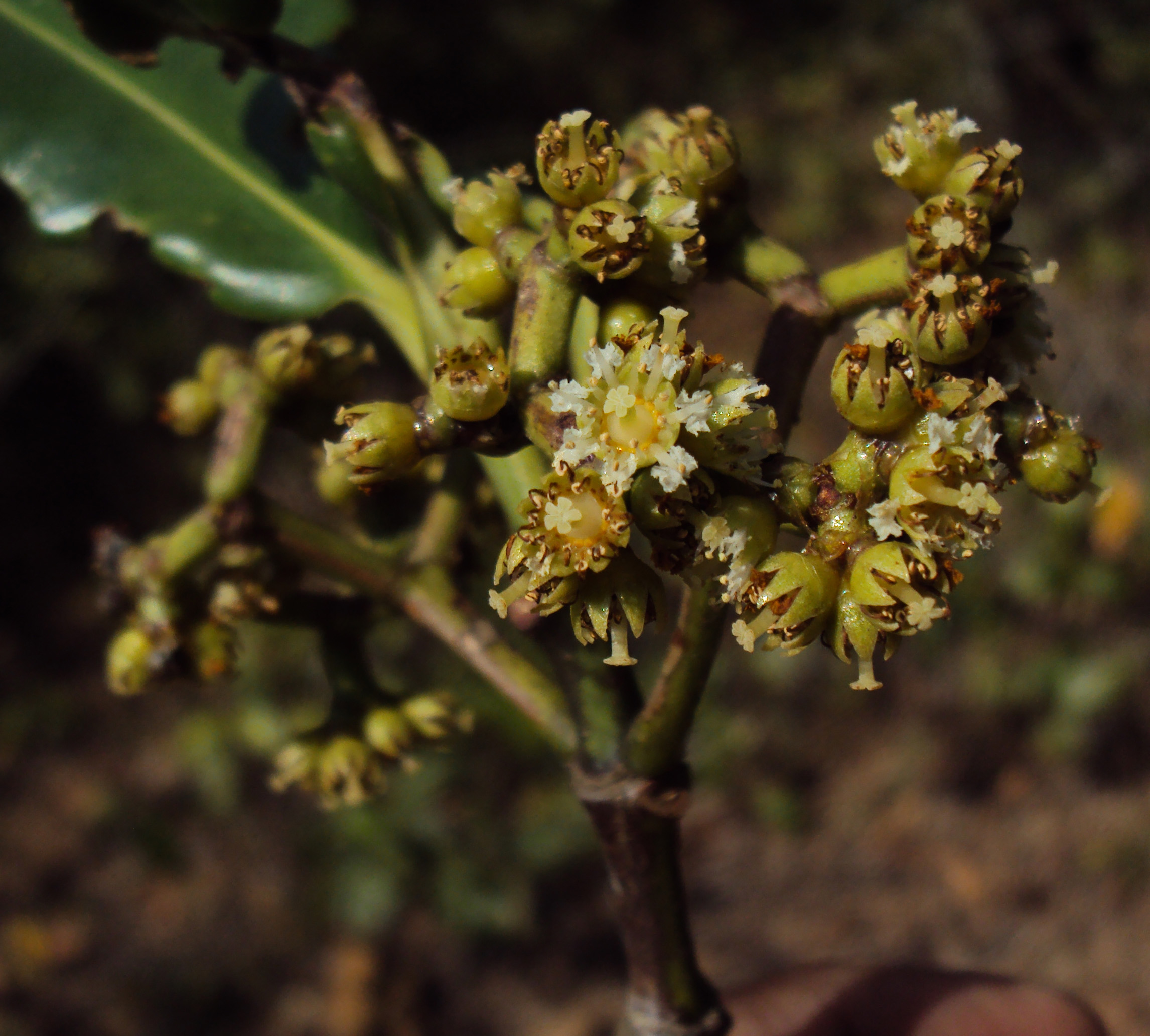
Blütenstand

Carallia brachiata ist ein Baum in der Familie der Rhizophoragewächse aus Madagaskar bis Indien, Nepal und Südostasien, Südchina, Neuguinea bis ins westliche und nördliche Australien.

## Beschreibung
Carallia brachiata wächst meist als immergrüner Baum bis 15 oder in südostasiatischen Regenwäldern bis zu 50 Meter hoch, selten nur als Strauch. Der Stammdurchmesser erreicht 25–70 Zentimeter oder mehr (bis 2 Meter). Manchmal werden kleinere Brett- oder Stelzwurzeln gebildet.
Die einfachen und kurz gestielten Laubblätter sind gegenständig (bijugate; also eig. zweizählig). Der kurze Blattstiel ist bis 1 Zentimeter lang. Die ganzrandigen bis manchmal feingezähnten, verkehrt-eiförmigen bis elliptischen, ledrigen und kahlen Blätter sind bis 10–15 Zentimeter lang und bis 5–10 Zentimeter breit. Der Blattrand ist teils leicht umgebogen und an der Spitze sind die Blätter bespitzt oder spitz bis zugespitzt. Die Nervatur ist gefiedert mit undeutlichen Seitenadern. Die größeren Nebenblätter sind abfallend.
Es werden achselständige, kurze und dichte, harzig-klebrige Zymen gebildet. Die zwittrigen, grün-weißen bis -gelben und sehr kleinen, meist sitzenden 5–8zähligen Blüten besitzen eine doppelte Blütenhülle. Die kleinen, grünen, aufrechten und leicht fleischigen, kurz verwachsenen, klappigen Kelchblätter sind schmal-dreieckig. Die im oberen Teil, um ein Staubblatt, eingefalteten, kurz genagelten und aufrechten, kleinen Petalen sind kurzfransig oder gekerbt. Die kurzen und freien 10–16 obdiplostemonen Staubblätter, mit pfriemlichen Staubfäden, sind abwechselnd länger bei den Petalen oder kürzer bei den Sepalen. Der mehrkammerige Fruchtknoten ist (halb)unterständig im kleinen Blütenbecher mit kurzem, dicklichem Griffel und kopfiger, gelappter Narbe. Es ist ein gelappter Diskus vorhanden.
Es werden kleine, rundliche und mehrsamige (bis 5), bis 5–10 Millimeter große, rote, glänzende Beeren (Scheinfrucht) mit Kelch- und Griffelresten gebildet.

## Verwendung
Die angenehm schmeckenden, süß-sauren Früchte sind essbar.
Die Rinde und Blätter werden medizinisch verwendet.
Das schöne und mittelschwere aber nicht sehr beständige Holz wird vielfältig verwendet.